# Wallace a Gromit
Wallace a Gromit je série krátkých animovaných filmů z plastelíny od Nicka Parka, jehož hlavními postavami jsou chlapík Wallace a jeho pes Gromit.
Wallace je vynálezce nejrůznějších přístrojů, které se objevují v jednotlivých filmech. Gromit je inteligentní pes, chodící po dvou. Wallace v anglickém originále namluvil Peter Sallis.
Celkem byly vytvořeny čtyři půlhodinové krátké filmy, mnoho krátkých scének a celovečerní filmy Wallace & Gromit: Prokletí králíkodlaka (2005) a Wallace a Gromit: Pomstu poznáš po peří (2024). Jeden z krátkých filmů, nazvaný A Close Shave (česky O chloupek), posloužil jako inspirace k animovanému seriálu Ovečka Shaun.